# 28 Days
28 Days is een Amerikaanse film van Betty Thomas uit 2000.

## Verhaal
Gwen Cummings (Sandra Bullock) is een alcoholiste en drugsverslaafde schrijfster. Op een avond gaat ze naar een feestje, waarbij ze de volgende ochtend naast haar vriendje (Dominic West) wakker wordt. Tot haar grote ergernis blijkt op die dag de trouwerij van haar zus te zijn. Na veel gehaast komt ze te laat aan op de bruiloft. Ze probeert op de bruiloft een beetje het leven in de brouwerij te brengen, maar dat gaat niet zo succesvol. Ze valt voluit in de bruidstaart. Ze neemt een limousine en zoekt naar een winkel waar ze taarten verkopen, maar ze heeft nog steeds een kater en rijdt regelrecht met de limousine een huis in.
De rechter veroordeelt haar vervolgens tot een verblijf van 28 dagen in een afkickkliniek, waar ze wordt geconfronteerd met verschillende situaties. Ze plant nog een paar ontsnappingsacties, maar blijft er uiteindelijk toch. Ze probeert haar leven weer op de rails te zetten, zo goed en zo kwaad als het gaat.

## Rolverdeling
| Acteur                 | Personage     |
| ---------------------- | ------------- |
| Sandra Bullock         | Gwen Cummings |
| Viggo Mortensen        | Eddie Boone   |
| Dominic West           | Jasper        |
| Elizabeth Perkins      | Lily Cummings |
| Azura Skye             | Andrea        |
| Steve Buscemi          | Cornell Shaw  |
| Alan Tudyk             | Gerhardt      |
| Mike O'Malley          | Oliver        |
| Marianne Jean-Baptiste | Roshanda      |
| Reni Santoni           | Daniel        |